# HD 91942
Ne doit pas être confondu avec R Carinae (HD 82901).
r Carinae
Désignations
r Carinae (en abrégé r Car) est une étoile de la constellation australe de la Carène. Elle porte également les désignation de HD 91942 ou HR 4159, r Carinae étant sa désignation de Bayer. Elle est visible à l'œil nu avec une magnitude apparente de 4,45. D'après la mesure de sa parallaxe annuelle par le satellite Hipparcos, l'étoile est distante d'approximativement ∼ 1 180 a.l. (∼ 362 pc) de la Terre. Sa magnitude absolue est de -3,77 et elle s'éloigne du Système solaire à une vitesse radiale de +10 km/s.
r Carinae est une étoile géante lumineuse orange de type spectral K3II-IIb et d'une température de surface de 3 983 K. C'est donc une étoile massive qui a évolué hors de la séquence principale après avoir épuisé les réserves en hydrogène qui étaient contenues dans son noyau. C'est une variable suspectée dont la magnitude a été mesurée varier avec une amplitude de 0,05 dans la bande B (bleue) du système photométrique UBV.
L'âge de l'étoile est estimé à 36 millions d'années et sa masse est huit fois plus grande que celle du Soleil. Son rayon est devenu 156 fois plus grand que le rayon solaire et sa luminosité est environ 5 500 fois supérieure à celle du Soleil.